# Bill Clay
Pour les articles homonymes, voir Clay.
William Lacy Clay Sr., dit Bill Clay, est un homme politique américain né le 30 avril 1931 à Saint-Louis (Missouri) et mort le 16 juillet 2025 à Silver Spring (Maryland). 
Membre du Parti démocrate, il représente le Missouri à la Chambre des représentants des États-Unis de 1969 à 2001, lorsque son fils Lacy Clay lui succède.

## Biographie

### Jeunesse et débuts en politique
Bill Clay est diplômé d'un baccalauréat universitaire en histoire et science politique de l'université de Saint-Louis en 1953. Il sert ensuite deux ans dans l'armée de terre des États-Unis, où il organise plusieurs manifestations et boycotts pour dénoncer le racisme.
Après l'armée, Bill Clay retourne à Saint-Louis où il devient agent immobilier puis assureur. Il est marié à Carol Ann Johnson avec qui il a trois enfants : Bill Jr., Vicki et Michele.
Il est élu au conseil municipal de Saint-Louis en 1959. Il travaille parallèlement pour le syndicat des employés de la ville de Saint-Louis entre 1961 et 1964, puis pour un syndicat de chauffagistes en 1966-1967.
En 1963, il est arrêté et détenu pendant plusieurs mois pour avoir organisé des manifestations contre une banque discriminant les Afro-Américains à l'embauche. La Jefferson Bank comptait alors environ 7 000 employés, mais pas un seul Afro-Américain.

### Représentants des États-Unis
En 1968, les districts congressionnels du Missouri sont redessinées et une circonscription majoritairement afro-américaine est créée au nord de Saint-Louis. Bill Clay se présente aux élections et remporte la primaire démocrate avec 41 % des voix, devançant notamment l'auditeur du Missouri Milton Carpenter (30 %). En novembre, il est élu face à un autre Afro-Américain, le républicain Curtis Crawford, avec 64 % des voix. Il devient le premier élu noir à représenter le Missouri au Congrès,.
En 1971, il participe à la création du Caucus noir du Congrès,. Durant sa carrière, il siège au sein de la commission sur l'éducation et le travail sans interruption. Il préside par ailleurs plusieurs sous-commissions et commissions, notamment la commission sur l'administration entre 1985 et 1995. Proche des syndicats, il participe à l'instauration des congés maternité et maladie et s'oppose à l'Accord de libre-échange nord-américain.
Malgré des accusations d'évasion fiscale et de détournement de fonds, qui lui attirent notamment des opposants lors des primaires démocrates, il est facilement réélu tous les deux ans. En 2000, alors que son fils Lacy ne peut pas se représenter au sein de la législature du Missouri, Bill Clay choisit de ne pas être candidat à un nouveau mandat. Lacy Clay est élu pour lui succéder au Congrès.

### Mort
Bill Clay meurt le 16 juillet 2025 au domicile de sa fille à Silver Spring dans l'État du Maryland, sans que les causes du décès ne soient révélées.